# 駒川中野駅
駒川中野駅（こまがわなかのえき）は、大阪府大阪市東住吉区針中野一丁目にある大阪市高速電気軌道 (Osaka Metro) 谷町線の駅。駅番号はT31。工事期間中の仮称駅名は駒川駅（こまがわえき）だった。

## 歴史
旧南海平野線の駒川町停留場と中野停留場との中間に設置されたことから、駅名が駒川中野となった。

### 年表
- 1980年（昭和55年）11月27日：谷町線天王寺 - 八尾南間延伸時に開業[1]。
- 2017年（平成29年）3月28日：ローソン駒川中野駅店が営業開始[2]。
- 2018年（平成30年）4月1日：大阪市交通局の民営化により、所属事業者・管轄が大阪市高速電気軌道 (Osaka Metro) に変更。
- 2019年（平成31年）4月1日：東改札（ICカード専用）を開設[3]。同時に、開業以来1か所のみだった旧来からの改札口を西改札とする。
- 2020年（令和2年）9月28日 - 12月7日：エスカレータの更新工事が行われる[4][5]。

## 駅構造
島式ホーム1面2線の地下駅。駅そのものが曲線部に設置されているため、ホーム（幅8.4 m）の両端は緩やかにカーブしている。ホームは地下1階にあり、エレベータおよび上りエスカレータは西改札と結ばれている。後設された東改札は階段のみ。
2か所の改札口やコンコースなど駅施設はいずれも地上部にあるが、この形態は地下鉄駅としては珍しいものである。駅舎としては2階建てで、駅全体が阪神高速道路の高架下にあり、西改札付近の直上では近鉄南大阪線とも高架桁で交差している。
西改札の改札外に売店が存在した。開業時より長らく独立ブースを用いた小型店舗による営業（大阪市交通局協力会売店）であったが閉業、売店運営を引き継いだファミリーマートは無人営業（前述ブース内に食品汎用自動販売機を設置）とした。2017年に西改札事務室西面（かつて券売機が設置されていたが撤去後は遊休スペースだった）を活用した有人店舗（ローソン）が完成し売店営業が続けられていたものの、2024年1月22日限りで閉店した。
当駅の管轄は平野駅で、平野管区駅に所属している。

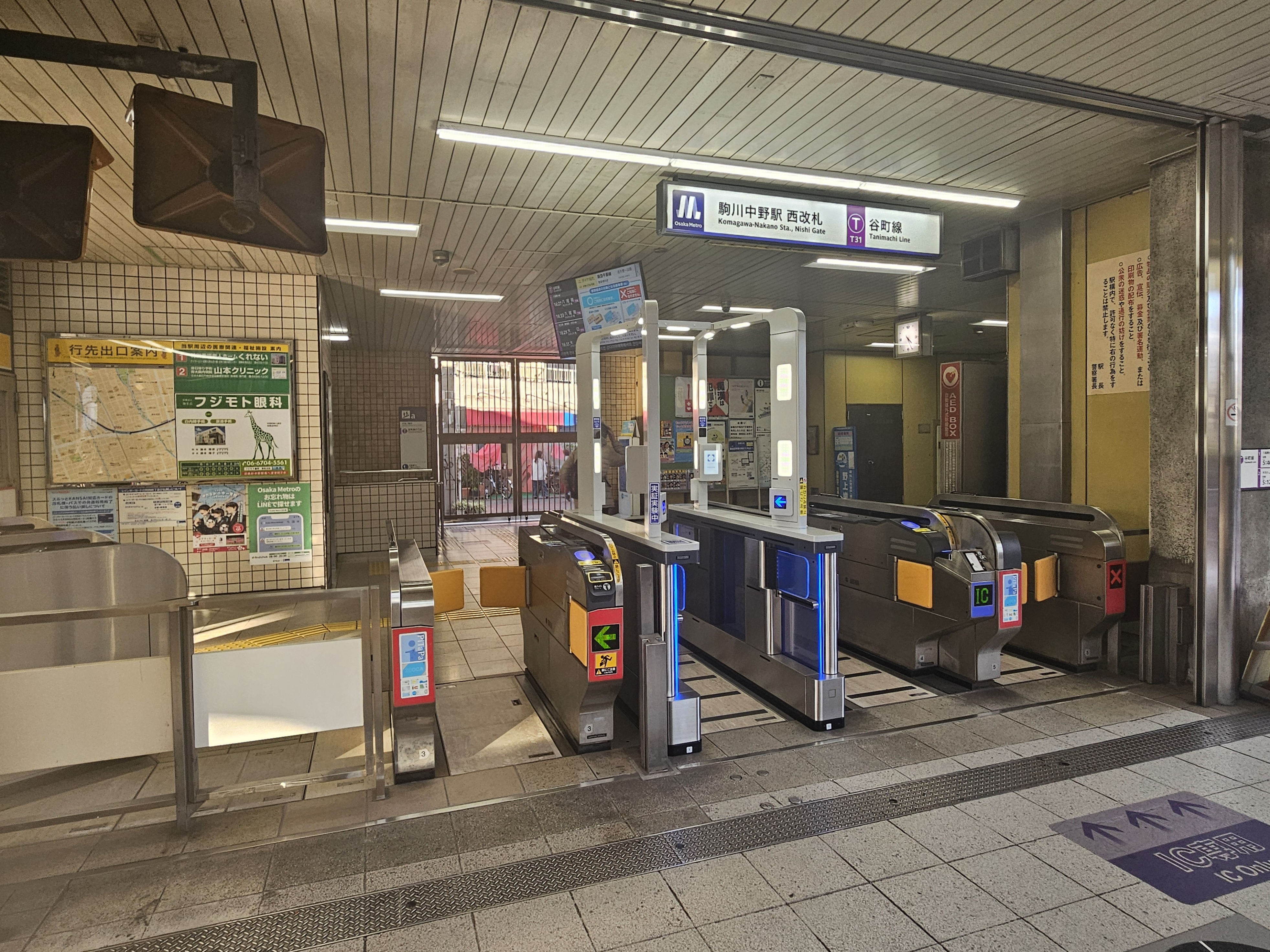
西改札（建物内）（2025年2月）
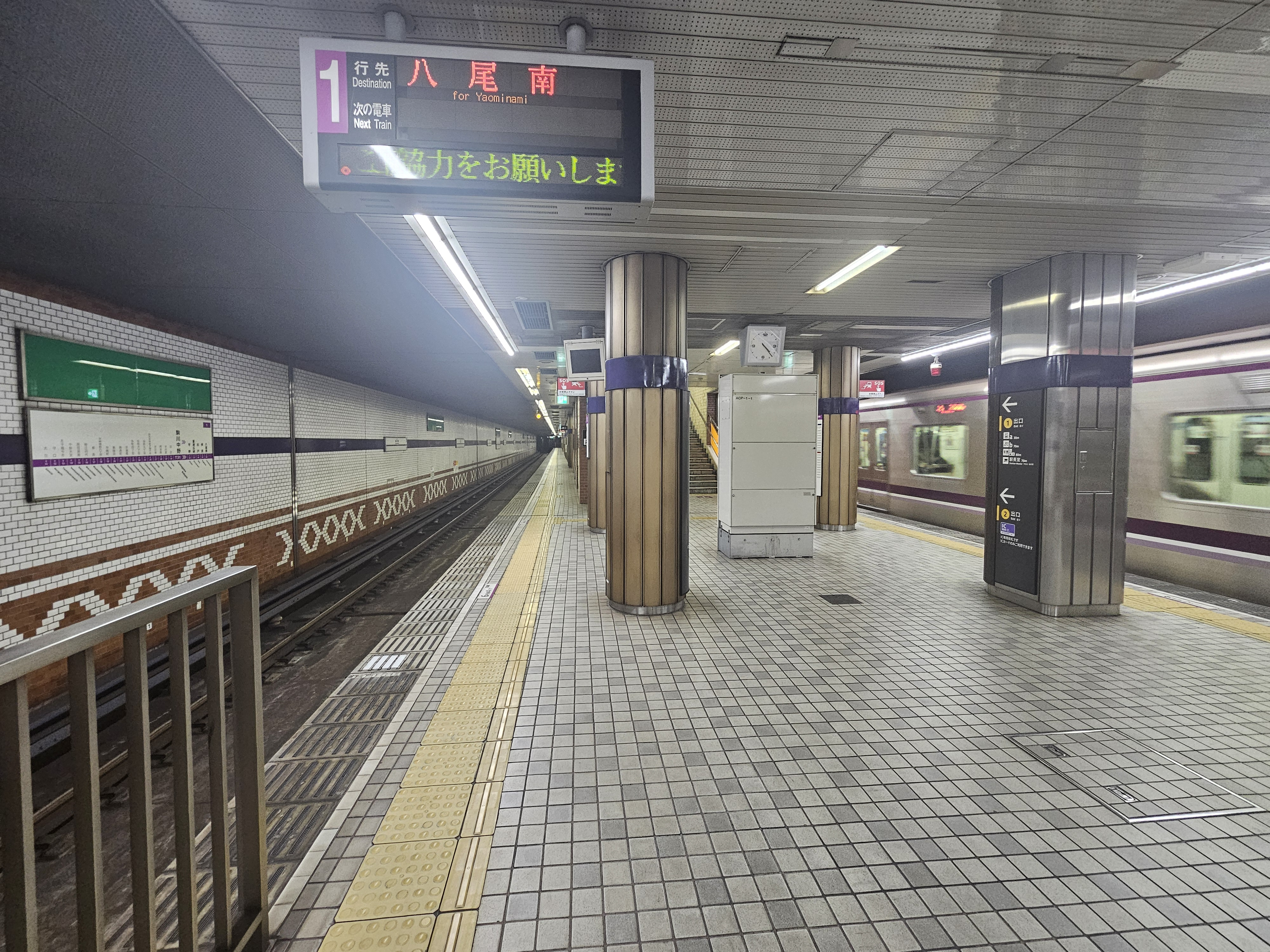
プラットホーム（2025年2月）

### のりば
| 番線 | 路線   | 行先                     |
| ---- | ------ | ------------------------ |
| 1    | 谷町線 | 八尾南方面               |
| 2    | 谷町線 | 天王寺・東梅田・大日方面 |

### 出口
| 出口番号 | 出口周辺 | 接続改札 | 備考                   |
| -------- | --- | -------- | ---------------------- |
| 1        | 東住吉合同庁舎・区役所・保健所・早川福祉会館(ピア大阪) 東住吉警察署・東住吉会館・図書館・東住吉区子ども・子育てプラザ 老人福祉センター・東住吉郵便局 | 西改札   |                        |
| 2        | | 東改札   | IC専用 (ICOCA・PiTaPa) |

## 利用状況
2024年11月12日の乗降人員は17,428人（乗車人員：8,875人、降車人員：8,553人）である。登記上、東住吉区の駅では一番多い乗降人員で、谷町線全26駅中15位、他路線との乗り換えのない駅では全15駅中5位である。
八尾南方面行きの列車は当駅から喜連瓜破駅間で降車する乗客が多い。そのため、当駅の夕ラッシュ時等はホーム（地下1階）から改札口（地上階）に直通するエスカレータ付近の車両（2・3号車）は特に混雑する。
各年度の特定日における利用状況は下表の通りである。なお1995年度の記録については1996年に行われた調査であるが、会計年度上表中に記載の年度となる。
| 年度               | 調査日   | 乗車人員 | 降車人員 | 乗降人員 | 出典          | 出典          |
| 年度               | 調査日   | 乗車人員 | 降車人員 | 乗降人員 | メトロ        | 大阪府        |
| ------------------ | -------- | -------- | -------- | -------- | ------------- | ------------- |
| 1981年（昭和56年） | 11月10日 | 6,772    | 6,532    | 13,304   |               | [ 大阪府 1 ]  |
| 1985年（昭和60年） | 11月12日 | 7,866    | 7,596    | 15,462   |               | [ 大阪府 2 ]  |
| 1987年（昭和62年） | 11月10日 | 7,345    | 8,516    | 15,861   |               | [ 大阪府 3 ]  |
| 1990年（平成02年） | 11月06日 | 8,135    | 7,861    | 15,996   |               | [ 大阪府 4 ]  |
| 1995年（平成07年） | 02月15日 | 7,957    | 7,640    | 15,597   |               | [ 大阪府 5 ]  |
| 1998年（平成10年） | 11月10日 | 7,993    | 7,675    | 15,668   |               | [ 大阪府 6 ]  |
| 2007年（平成19年） | 11月13日 | 8,647    | 8,184    | 16,831   |               | [ 大阪府 7 ]  |
| 2008年（平成20年） | 11月11日 | 8,403    | 8,091    | 16,494   |               | [ 大阪府 8 ]  |
| 2009年（平成21年） | 11月10日 | 8,321    | 7,932    | 16,253   |               | [ 大阪府 9 ]  |
| 2010年（平成22年） | 11月09日 | 8,098    | 7,770    | 15,868   |               | [ 大阪府 10 ] |
| 2011年（平成23年） | 11月08日 | 8,288    | 7,927    | 16,215   |               | [ 大阪府 11 ] |
| 2012年（平成24年） | 11月13日 | 8,231    | 7,815    | 16,046   |               | [ 大阪府 12 ] |
| 2013年（平成25年） | 11月19日 | 8,215    | 7,966    | 16,181   | [ メトロ 1 ]  | [ 大阪府 13 ] |
| 2014年（平成26年） | 11月11日 | 8,363    | 8,070    | 16,433   | [ メトロ 2 ]  | [ 大阪府 14 ] |
| 2015年（平成27年） | 11月17日 | 8,286    | 8,029    | 16,315   | [ メトロ 3 ]  | [ 大阪府 15 ] |
| 2016年（平成28年） | 11月08日 | 8,437    | 8,113    | 16,550   | [ メトロ 4 ]  | [ 大阪府 16 ] |
| 2017年（平成29年） | 11月14日 | 8,685    | 8,352    | 17,037   | [ メトロ 5 ]  | [ 大阪府 17 ] |
| 2018年（平成30年） | 11月13日 | 8,663    | 8,396    | 17,059   | [ メトロ 6 ]  | [ 大阪府 18 ] |
| 2019年（令和元年） | 11月12日 | 9,014    | 8,617    | 17,631   | [ メトロ 7 ]  | [ 大阪府 19 ] |
| 2020年（令和02年） | 11月10日 | 7,935    | 7,643    | 15,578   | [ メトロ 8 ]  | [ 大阪府 20 ] |
| 2021年（令和03年） | 11月16日 | 8,249    | 7,988    | 16,237   | [ メトロ 9 ]  | [ 大阪府 21 ] |
| 2022年（令和04年） | 11月15日 | 8,480    | 8,142    | 16,622   | [ メトロ 10 ] | [ 大阪府 22 ] |
| 2023年（令和05年） | 11月07日 | 8,783    | 8,539    | 17,322   | [ メトロ 11 ] | [ 大阪府 23 ] |
| 2024年（令和06年） | 11月12日 | 8,875    | 8,553    | 17,428   | [ メトロ 12 ] |               |

## 駅周辺
- 駒川商店街 - 地下道を抜けて南港通を横断
- 中井神社
- 大阪市立中野中学校
- 東住吉区役所
- 大阪府東住吉警察署
- 大阪市立東住吉図書館
- 中野休日急病診療所
- 東住吉東田辺郵便局
- 東住吉西今川郵便局
- 近鉄南大阪線 針中野駅（徒歩10分）、今川駅（徒歩8分）
- 阪神高速14号松原線
- 大阪府道5号大阪港八尾線

当駅はタナベキネマ（旧・田辺国際映画劇場）の最寄り駅でもあったが、同館は2012年3月31日をもって閉館した。

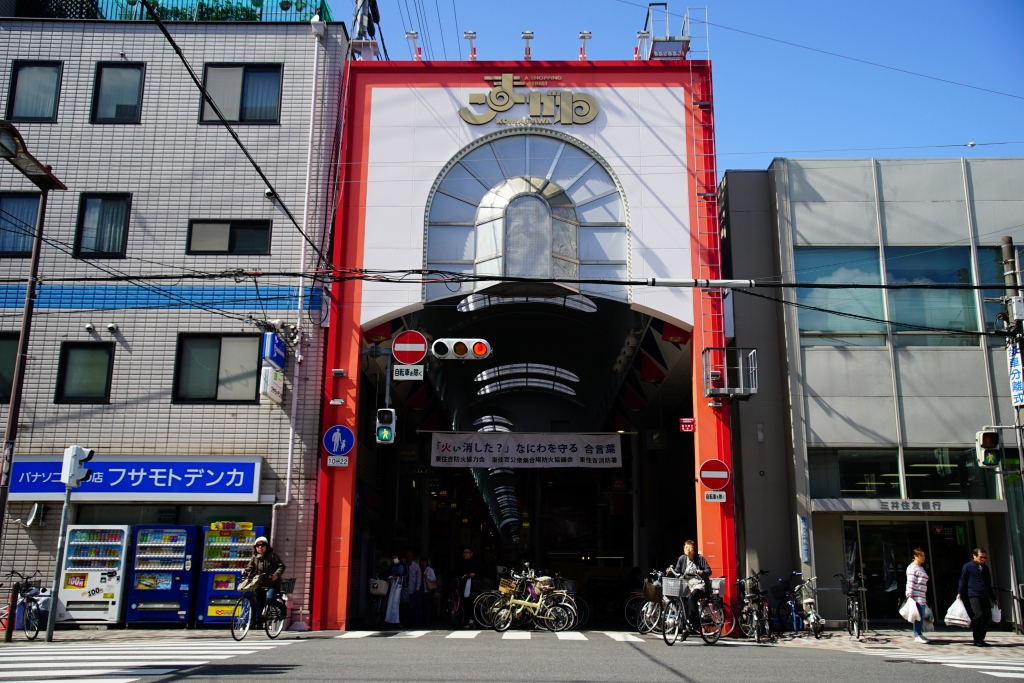
駒川商店街 南側入口（針中野駅側）
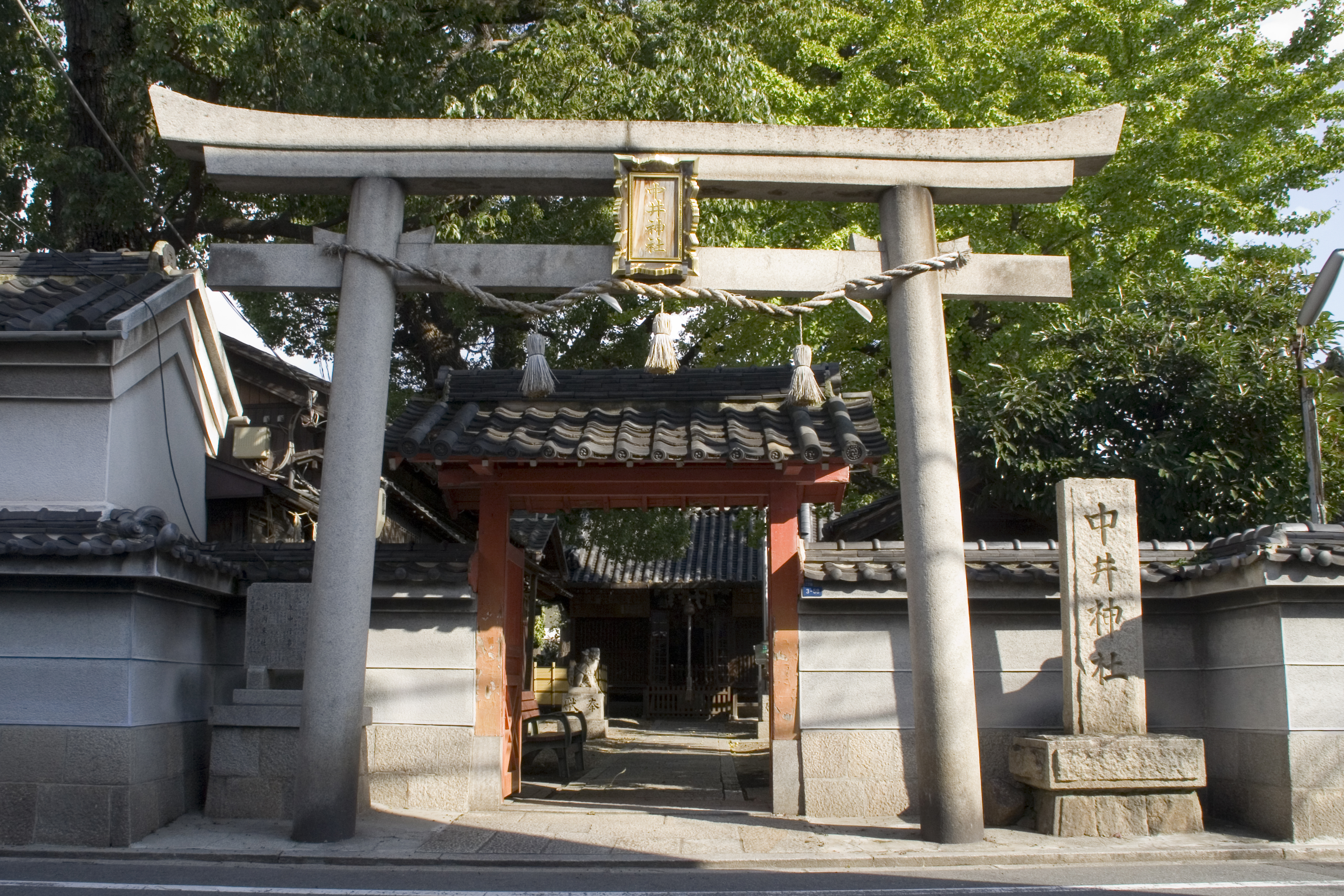
中井神社（2011年11月）
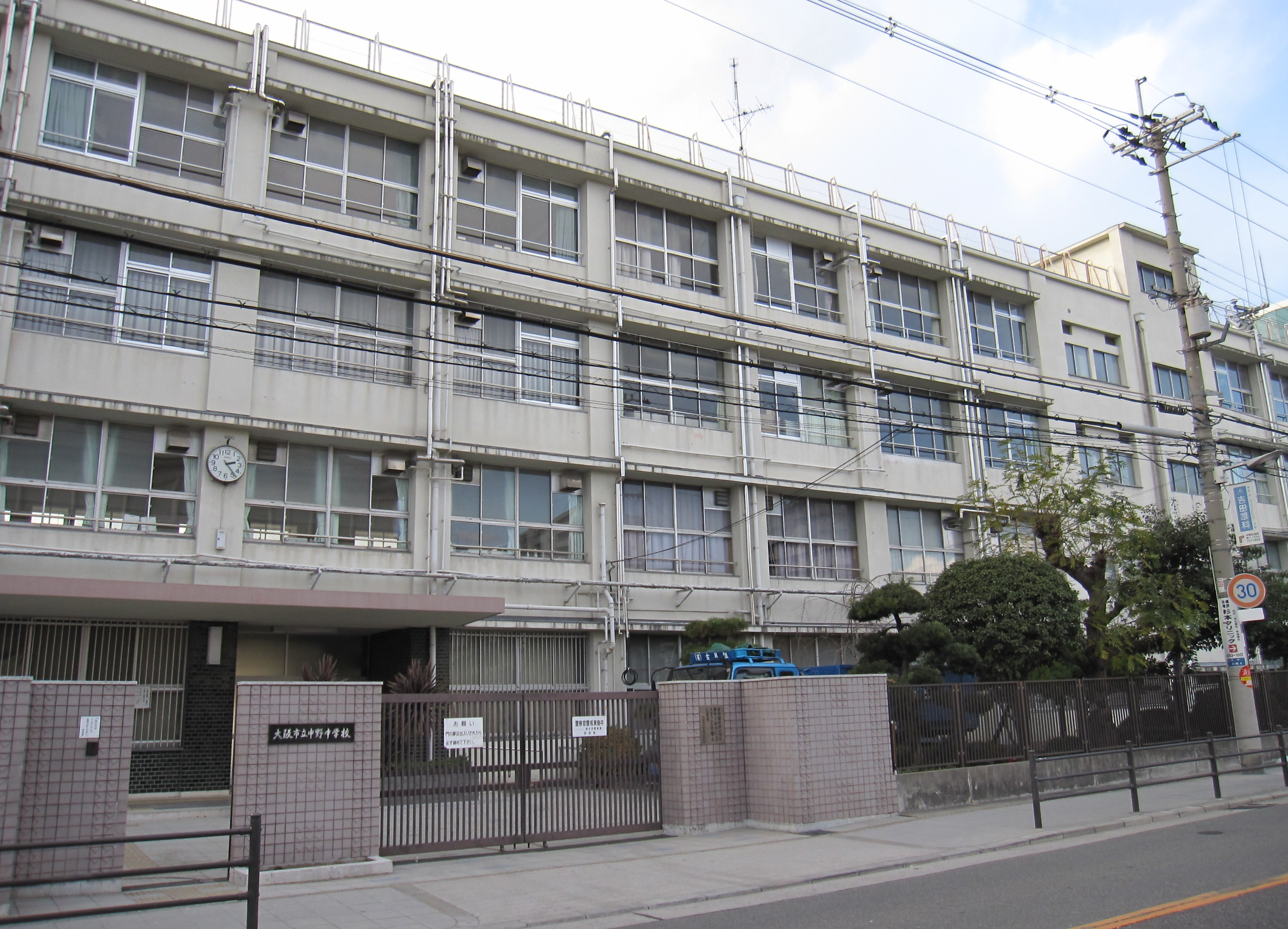
大阪市立中野中学校（2013年12月）

## バス路線
最寄停留所は駒川および地下鉄駒川中野となる。以下の路線が乗り入れ、大阪シティバスにより運行されている。
- 3号系統：出戸バスターミナル/地下鉄住之江公園

なお、この駅から東へ750メートルの所にいまざとライナーの「中野中学校前」停留所があるが、乗継指定駅（停留所）ではないため、車内放送や駅のサインによる案内はない。

## 隣の駅
大阪市高速電気軌道 (Osaka Metro)
 谷町線
田辺駅 (T30) - 駒川中野駅 (T31) - 平野駅 (T32)
- ( ) 内は駅番号を示す。

### 記事本文

### 利用状況
1. ↑  路線別駅別乗降人員 - 大阪市高速電気軌道
2. ↑  大阪府統計年鑑 - 大阪府
3. ↑  大阪市統計書 - 大阪市

#### 大阪市高速電気軌道
1. ↑  路線別乗降人員 （2013年11月19日（火）交通調査） (PDF)
2. ↑  路線別乗降人員 （2014年11月11日（火）交通調査） (PDF)
3. ↑  路線別乗降人員 （2015年11月17日（火）交通調査） (PDF)
4. ↑  路線別乗降人員 （2016年11月8日（火）交通調査） (PDF)
5. ↑  路線別乗降人員 （2017年11月14日（火）交通調査） (PDF)
6. ↑  路線別乗降人員 （2018年11月13日（火）交通調査） (PDF)
7. ↑  路線別乗降人員 （2019年11月12日（火）交通調査） (PDF)
8. ↑  路線別乗降人員 （2020年11月10日（火）交通調査） (PDF)
9. ↑  路線別乗降人員 （2021年11月16日（火）交通調査） (PDF)
10. ↑  路線別乗降人員 （2022年11月15日（火）交通調査） (PDF)
11. ↑  路線別乗降人員 （2023年11月7日（火）交通調査） (PDF)
12. ↑  路線別乗降人員 （2024年11月12日（火）交通調査） (PDF)

#### 大阪府統計年鑑
1. ↑  大阪府統計年鑑（昭和57年） (PDF)
2. ↑  大阪府統計年鑑（昭和61年） (PDF)
3. ↑  大阪府統計年鑑（昭和63年） (PDF)
4. ↑  大阪府統計年鑑（平成3年） (PDF)
5. ↑  大阪府統計年鑑（平成8年） (PDF)
6. ↑  大阪府統計年鑑（平成11年） (PDF)
7. ↑  大阪府統計年鑑（平成20年） (PDF)
8. ↑  大阪府統計年鑑（平成21年） (PDF)
9. ↑  大阪府統計年鑑（平成22年） (PDF)
10. ↑  大阪府統計年鑑（平成23年） (PDF)
11. ↑  大阪府統計年鑑（平成24年） (PDF)
12. ↑  大阪府統計年鑑（平成25年） (PDF)
13. ↑  大阪府統計年鑑（平成26年） (PDF)
14. ↑  大阪府統計年鑑（平成27年） (PDF)
15. ↑  大阪府統計年鑑（平成28年） (PDF)
16. ↑  大阪府統計年鑑（平成29年） (PDF)
17. ↑  大阪府統計年鑑（平成30年） (PDF)
18. ↑  大阪府統計年鑑（令和元年） (PDF)
19. ↑  大阪府統計年鑑（令和2年） (PDF)
20. ↑  大阪府統計年鑑（令和3年） (PDF)
21. ↑  大阪府統計年鑑（令和4年） (PDF)
22. ↑  大阪府統計年鑑（令和5年） (PDF)
23. ↑  大阪府統計年鑑（令和6年） (PDF)